# Let It Scream
Let It Scream ist das erste und einzige von der US-amerikanischen Hard-Rock-Band The Scream veröffentlichte Album.

## Entstehungsgeschichte
John Corabi, Sänger der Gruppe Angora, traf nach der Auflösung der Gruppe den bei Racer X ausgestiegenen Gitarristen Bruce Bouillet. Mit ihm und zwei weiteren Ex-Mitgliedern von Racer X (John Alderete und Scott Travis) formierte er die Gruppe Saints or Sinners. Die Band erhielt einen Schallplattenvertrag, doch noch vor den Aufnahmen zu ihrem ersten Album verließ Travis die Band und wechselte zu Judas Priest. Er wurde durch Walt Woodward III († 8. Juni 2010; vormals bei der Band Shark Island) ersetzt.
Die Band behielt den Schallplattenvertrag bei Hollywood Records, als sie ihren Namen zu The Scream änderte. Es gelang, den Produzenten Eddie Kramer für die Aufnahmen zu verpflichten. Die Gruppe ging ins Studio und nahm das Album Let It Scream auf, dessen Songs die Band großteils schon zu einem früheren Zeitpunkt geschrieben und häufig live gespielt hatte. Der Titel I Don't Care war dabei noch unter Mitwirkung von Scott Travis entstanden.
Als Gastmusiker wirkten Ray Gillen und Jeff Martin mit, die zu dieser Zeit Mitglieder von Badlands waren. Sie sangen Backing Vocals für den Song You are all I Need.

## Veröffentlichung
Let It Scream erschien 1991. Das Cover zeigte einen zweizeiligen Schriftzug mit dem Namen der Gruppe, der über einem von Flammen umrahmten Totenschädel stand. Unterhalb des Schädels war der Titel, Let It Scream, zu lesen. Wenn das Booklet aufgeklappt wurde, zeigte es auf der linken Seite eine Titelliste, in der Mitte ein Foto der Band, und auf der rechten Seite die Danksagungen und Produktionsnotizen. Auf der Innenseite waren die Texte der einzelnen Lieder abgedruckt.
Am 12. Juli 2018 wurde das Album von Rock Candy Records neu aufgelegt, die Aufnahmen wurden dafür einem Remastering unterzogen. Die CD enthielt zusätzlich zur Ursprungsversion des Albums das Lied Young and Dumb, den Beitrag der Band zum Soundtrack des Films Encino Man (deutscher Titel: Steinzeit Junior). Dieser Titel war im Studio Sound City aufgenommen und von John Alderete, Bruce Bouillet und GGGarth produziert worden. Außerdem enthielt die Neuauflage von Let It Scream sechs Liveversionen, die 1992 im Marquee Club in Orange County aufgenommen worden waren. Das Booklet hatte 16 Seiten und enthielt umfassende Liner Notes.

## Titelliste
| Nr.          | Titel                   | Autor(en)                            | Gastmusiker             | Länge |
| ------------ | ----------------------- | ------------------------------------ | ----------------------- | ----- |
| 1.           | Outlaw                  | Alderete, Bouillet, Corabi, Woodward |                         | 3:20  |
| 2.           | I Believe in Me         | Alderete, Bouillet, Corabi, Woodward |                         | 3:46  |
| 3.           | Man in the Moon         | Alderete, Bouillet, Corabi, Woodward |                         | 5:43  |
| 4.           | Father, Mother, Son     | Alderete, Bouillet, Corabi, Woodward |                         | 4:17  |
| 5.           | Give It Up              | Alderete, Bouillet, Corabi, Woodward |                         | 4:35  |
| 6.           | Never Loved Her Anyway  | Alderete, Bouillet, Corabi, Woodward |                         | 3:23  |
| 7.           | Tell Me Why             | Alderete, Bouillet, Corabi, Woodward |                         | 3:42  |
| 8.           | Love’s Got a Hold on Me | Alderete, Bouillet, Corabi, Woodward |                         | 3:57  |
| 9.           | I Don’t Care            | Alderete, Bouillet, Corabi, Woodward |                         | 5:29  |
| 10.          | Every Inch a Woman      | Alderete, Bouillet, Corabi, Woodward |                         | 3:34  |
| 11.          | You Are All I Need      | Alderete, Bouillet, Corabi, Woodward | Ray Gillen, Jeff Martin | 5:34  |
| 12.          | Catch Me If You Can     | Alderete, Bouillet, Corabi, Woodward |                         | 3:26  |
| Gesamtlänge: | Gesamtlänge:            | Gesamtlänge:                         | Gesamtlänge:            | 50:56 |

| Nr. | Titel                           | Autor(en)                            | Bemerkungen                             | Länge |
| --- | ------------------------------- | ------------------------------------ | --------------------------------------- | ----- |
| 1.  | Outlaw                          | Alderete, Bouillet, Corabi, Woodward |                                         | 3:20  |
| 2.  | I Believe in Me                 | Alderete, Bouillet, Corabi, Woodward |                                         | 3:46  |
| 3.  | Man in the Moon                 | Alderete, Bouillet, Corabi, Woodward |                                         | 5:43  |
| 4.  | Father, Mother, Son             | Alderete, Bouillet, Corabi, Woodward |                                         | 4:17  |
| 5.  | Give It Up                      | Alderete, Bouillet, Corabi, Woodward |                                         | 4:35  |
| 6.  | Never Loved Her Anyway          | Alderete, Bouillet, Corabi, Woodward |                                         | 3:23  |
| 7.  | Tell Me Why                     | Alderete, Bouillet, Corabi, Woodward |                                         | 3:42  |
| 8.  | Love’s Got a Hold on Me         | Alderete, Bouillet, Corabi, Woodward |                                         | 3:57  |
| 9.  | I Don’t Care                    | Alderete, Bouillet, Corabi, Woodward |                                         | 5:29  |
| 10. | Every Inch a Woman              | Alderete, Bouillet, Corabi, Woodward |                                         | 3:34  |
| 11. | You Are All I Need              | Alderete, Bouillet, Corabi, Woodward | Backing Vocals: Ray Gillen, Jeff Martin | 5:34  |
| 12. | Catch Me If You Can             | Alderete, Bouillet, Corabi, Woodward |                                         | 3:26  |
| 13. | Young and Dumb (Bonus-Track)    | Alderete, Bouillet, Corabi, Woodward |                                         | 3:25  |
| 14. | Outlaw (Live 1992)              | Alderete, Bouillet, Corabi, Woodward |                                         | 3:23  |
| 15. | Give It Up (Live 1992)          | Alderete, Bouillet, Corabi, Woodward |                                         | 4:21  |
| 16. | I Believe in Me (Live 1992)     | Alderete, Bouillet, Corabi, Woodward |                                         | 4:11  |
| 17. | Father, Mother, Son (Live 1992) | Alderete, Bouillet, Corabi, Woodward |                                         | 5:04  |
| 18. | Catch Me If You Can (Live 1992) | Alderete, Bouillet, Corabi, Woodward |                                         | 4:24  |
| 19. | Lick and a Promise (Live 1992)  | Alderete, Bouillet, Corabi, Woodward | Coverversion des Aerosmith-Liedes       | 3:43  |

## Rezeption
Das deutsche Magazin Rock Hard vergab 7,5 Punkte für das Debütalbum, und Rezensent Wolfgang Schäfer meinte, die Band stelle „ihr Faible für Acts wie Badlands, AC/DC oder auch Cinderella (zu "Long Cold Winter" Zeiten) musikalisch unter Beweis“. Obwohl blueslastiger Hardrock von „einigen wenigen Ausnahmen abgesehen“ nicht sein Ding sei, könnten ihn Songs wie „der flotte Opener“ Outlaw, die „gefühlvolle Ballade“ I Will See You Anymore oder „das rockige“ I Don’t Care überzeugen. Ihr Handwerk schienen die Musiker „nur allzu offensichtlich“ zu beherrschen. So gesehen sei Let lt Scream dann auch „ein überdurchschnittlich gutes Album“ geworden, das „Liebhabern der o.g. Bands schon mal das eine oder andere Probehören wert sein“ sollte.